# Diecezja Evinayong
Diecezja Evinayong (łac.:  Dioecesis Evinayongensis) – rzymskokatolicka diecezja w Gwinei Równikowej, podlegająca pod metropolię Malabo.
Siedziba biskupa znajduje się przy katedrze w Evinayong.

## Historia
- 1 kwietnia 2017 - utworzenie diecezji Evinayong[1]

## Biskupi
- bp Calixto Paulino Esono Abaga Obono (od 2017)